# Драгович
Драгович (словен. Dragovič) — поселення в общині Юршинці, Подравський регіон‎, Словенія.